# Antonmaria Bonetti
Antonmaria Bonetti (1849 – 17 agosto 1896) è stato un militare, giornalista e scrittore italiano.

## Biografia
Per la Fede degli Avi; oh! quale sorte
Perir con l'armi in pugno
Pei patrii monti e le valli natie,
Da estranei fanti e cavalli calpestati.»
Bolognese, nel 1868 lascia l'Università per arruolarsi tra gli Zuavi pontifici. 
È di guarnigione nel castello Borghese a Mentana e l'anno dopo, nel 1869, è di guarnigione a Ronciglione.
Passa, poi, nel corpo dei Cacciatori Indigeni dove è promosso caporale nel 1870 ed istruttore al plotone allievi ufficiali. Partecipa alla Presa di Roma a Porta San Pancrazio, dove è ferito alla mano sinistra da una scheggia di mitraglia. Prigioniero ad Alessandria, rifiuta di entrare nel Regio Esercito e liberato inizia una intensa attività giornalistica e letteraria: fonda la Rivista Antimassonica, è redattore e pubblicista dell'Osservatore Romano e diviene professore di letteratura.
Nel corso del tempo non si pentì mai della sua decisione di servire con le armi Pio IX, anzi più volte si vantò di essere stato un Mercenario di Pio IX. Ha narrato, così, nel suo libro Il volontario di Pio IX, la sua avventura a Roma. In questo modo descrive la sua partenza:
A traversie, a pericoli e forse a morte
Correvo per Te. Ma il mio sguardo,
come quello dei miei cari, era sereno;
Il mio cuore era calmo ed il mio piede
Franco e sicuro. Tanto il santo vigore
Può con fede ed amore in un povero petto!»

## Scritti

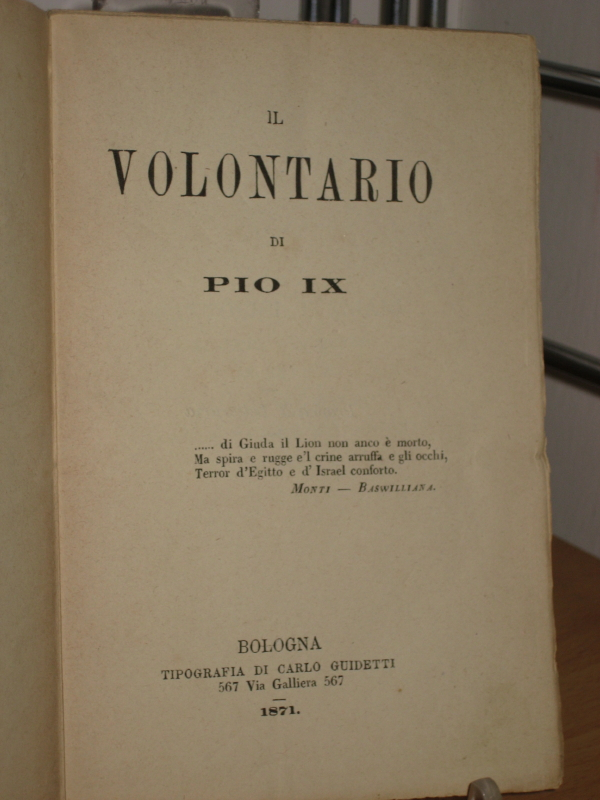
Il volontario di Pio IX, opera edita nel 1871

- Il Volontario di Pio IX, Tipografia di Carlo Guidetti, Bologna, 1871.
- Studi letterari e poetici, Bologna, Tipografia Militare e delle Scienze, 1875.
- Pel VII centenario della battaglia di Legnano. Carme, Bologna, Tipografia soc. coop. Azzoguidi, 1876.
- Da Bagnorea a Mentana. Storia dell'invasione degli stati della Chiesa nell'autunno 1867, Roma, Tipografia Ed. Romana, 1878.
- Poesie scelte, Frascati, Tipografia Tuscolana, 1888.
- Per la venuta a Roma della Maestà di Guglielmo II, imperatore di Germania. Canto, Roma, Tipografia G. Ciotola, 1888.
- La "Liberazione di Roma" del gen. Raffaele Cadorna, senatore del Regno. Osservazioni e critiche, Siena, Tipografia arciv. S. Bernardino, 1889.
- I frutti di trent'anni di rivoluzione in Italia. Monumento di condanna innalzato a se stesso dal liberalismo italiano, Roma, Tipografia G. Ciotola, 1889.
- Il campo maledetto. Il fiasco delle feste bruniane e il trionfo di Roma cattolica ossia cronistoria veridica dei fatti del giugno 1889, Roma, Tipografia ed. industriale di M. Lovesio, 1889.
- Piemonte.  A Giosue' Carducci. Ode, Roma, Tipografia La Cooperativa, 1890.
- I martiri italiani. Risposta all'opuscolo i martiri pontifici ossia storia dei mezzi morali della rivoluzione italiana, 3 voll., Modena, Tipografia del commercio, 1891.
- La cisterna murata. Racconto popolare contemporaneo, Modena, Immacolata Concezione, 1891.
- Venticinque anni di Roma capitale d'Italia e suoi precedenti, 1815-1895 , 2 voll., Roma, Libreria della Vera Roma, 1895.